# Kokotxa

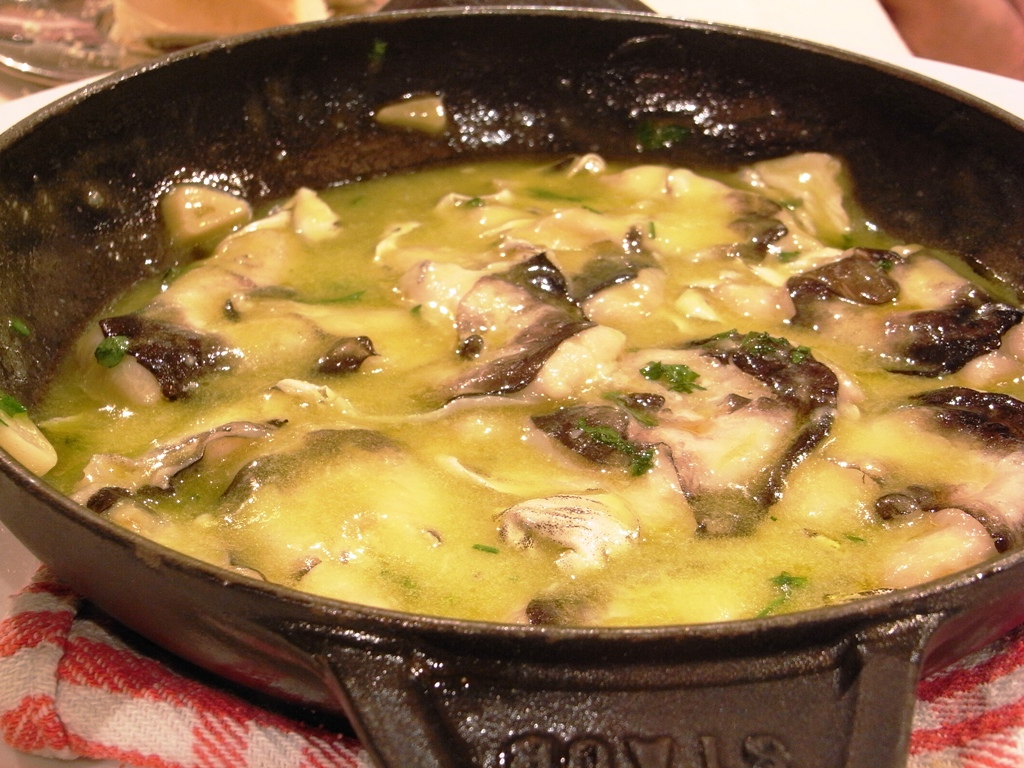
Cocochas de merlu.

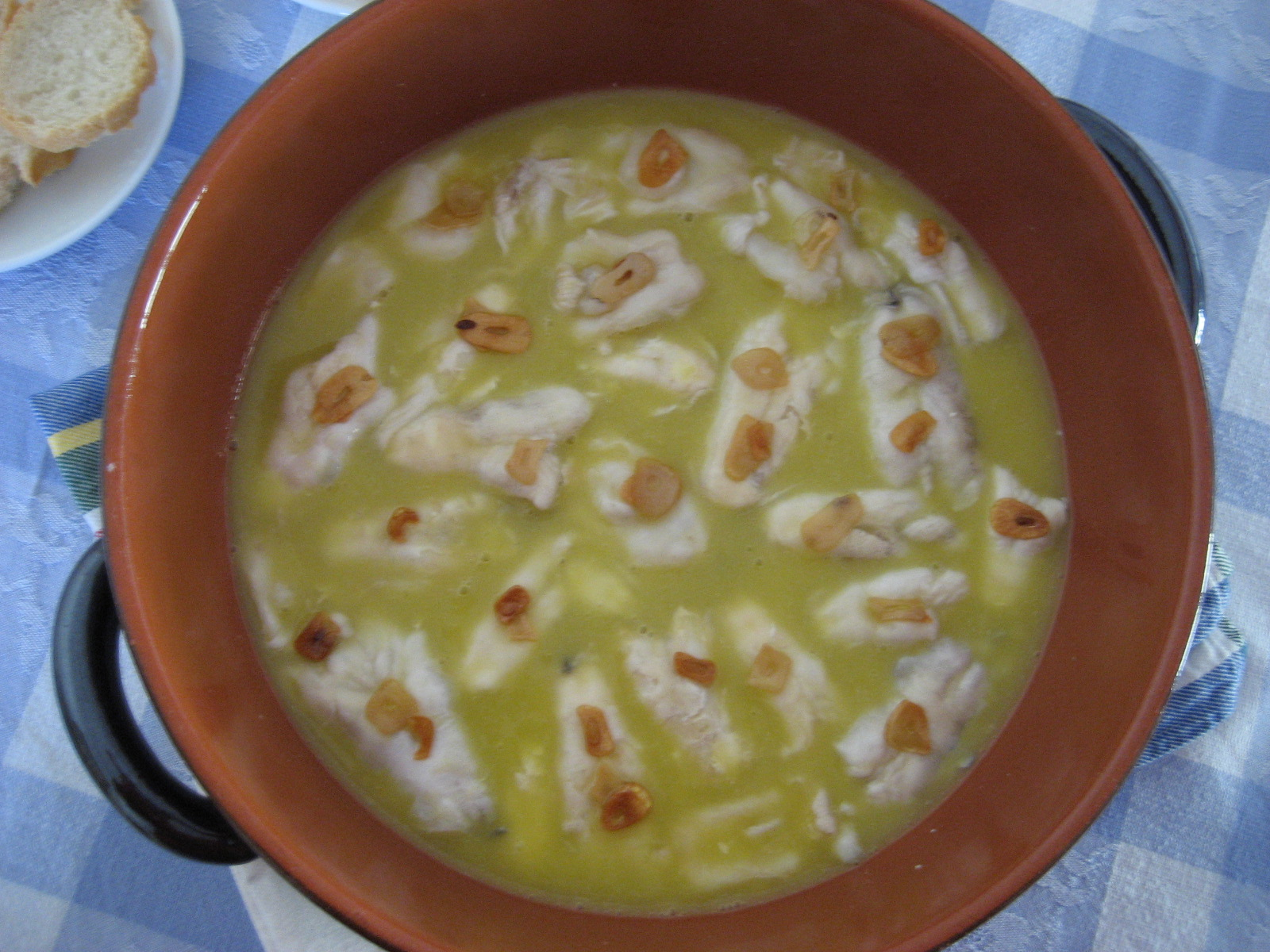
Cocochas de bacalao.

La kokotxa (ou cococha) aussi appelée langue de merlu dans le Sud-Ouest de la France, est un plat typique - à base  de la partie inférieure du menton du merlu - originaire du Pays basque. Kokotxa signifie menton en euskara.

## Description
On la prépare généralement avec des gousses d'ail hachées, du persil et de l'huile d'olive dans une cassole en terre cuite, le tout mijoté et non doré, et en ajoutant du sel. Après l’avoir retirée du feu, on pratique un mouvement de va et vient pour détacher la gélatine. Cette opération doit être faite au moins deux fois pour que sorte toute la gélatine et que la sauce épaississe. Le mets est servi généralement très chaud dans la même cazuela.
Comme succédané, on peut utiliser les kokotxa(k) (K = pluriel basque) de morue.